# Ed Markey
Edward John Markey (ur. 11 lipca 1946 w Malden) – amerykański polityk.

## Życiorys
Urodził się 11 lipca 1946 w Malden. Ukończył Boston College, a następnie Boston College Law School i otworzył prywatną praktykę prawniczą. Był oficerem United States Army, a w latach 1973–1976 zasiadał w legislaturze stanowej Massachusetts. W 1976 roku wygrał wybory uzupełniające do Izby Reprezentantów (z ramienia Partii Demokratycznej), mające obsadzić wakat po śmierci Torberta Macdonalda. W 2013 roku zrezygnował z mandatu i skutecznie wystartował w wyborach uzupełniających do Senatu, które miały obsadzić wakat po rezygnacji Johna Kerry’ego.